# Oskar Rönningberg
Oskar Rönningberg (ur. 2 kwietnia 1986 w Lund) – szwedzki piłkarz występujący na pozycji obrońcy.

## Kariera klubowa
Rönningberg treningi rozpoczął w 1992 roku w klubie Torns IF. W 2001 roku przeszedł do juniorów klubu Helsingborgs IF, a w 2006 roku został włączony do jego pierwszej drużyny, grającej w Allsvenskan. Zadebiutował tam 2 maja 2006 roku w wygranym 4:0 pojedynku z Östers IF. W tym samym roku zdobył z zespołem Puchar Szwecji. Przed sezonem 2008 doznał kontuzji kolana, która zmusiła go do zakończenia kariery w wieku 22 lat. W barwach Helsingborga rozegrał 22 spotkania.

## Kariera reprezentacyjna
W reprezentacji Szwecji Rönningberg rozegrał 2 spotkania. Zadebiutował w niej 13 stycznia 2008 roku w wygranym 1:0 towarzyskim meczu z Kostaryką. Po raz drugi w kadrze wystąpił 19 stycznia 2008 roku w przegranym 0:2 towarzyskim pojedynku ze Stanami Zjednoczonymi.